# Freakbeat
Freakbeat är en löst definierad subgenre inom rockmusik som främst utvecklades av brittiska grupper under den Swinging London-perioden på mitten till slutet av 1960-talet. Genren kombinerar element från Brittisk rhythm and blues, beatmusik och poprock med studieeffekter från psykedelia - fuzztoner, flanger, chorus - för att skapa en stil som ofta ses som en brittisk släkting till amerikansk garagerock och psykedelisk rock.

## Etymologi
Termen myntades av den engelska musikjournalisten Phil Smee när han sammanställde Rubble-serien av samlingar på 1980-talet.